# Gemeentelijke herindelingsverkiezingen in Nederland 1962
Gemeentelijke herindelingsverkiezingen in Nederland 1962 geeft informatie over tussentijdse verkiezingen voor een gemeenteraad in Nederland die gehouden werden in 1962.
De verkiezingen werden gehouden in een gemeente die betrokken was bij een gemeentelijke instelling die op 1 juli 1962 is doorgevoerd.

## Verkiezingen op 2 mei 1962
- de gemeente Noordoostpolder, vanwege de eerste instelling van deze gemeente.[1]

Door deze instelling steeg het aantal gemeenten in Nederland per 1 juli 1962 van 977 naar 978.
In deze gemeente zijn de reguliere gemeenteraadsverkiezingen van 30 mei 1962 niet gehouden.